# Airaphilus natavidadei
Airaphilus natavidadei é uma espécie de insetos coleópteros polífagos pertencente à família Silvanidae.
A autoridade científica da espécie é Peyerimhoff, tendo sido descrita no ano de 1937.
Trata-se de uma espécie presente no território português.